# Джек Кеттеролл
Джек Кеттеролл (англ. Jack Catterall; 1 липня 1993) — англійський професійний боксер.

## Професіональна кар'єра
Дебютував на професійному рівні 22 вересня 2012 року.
25 жовтня 2014 року в бою за вакантний титул чемпіона Європи за версією WBO в першій напівсередній вазі здобув перемогу технічним нокаутом у восьмому раунді над Томом Сталкером.
У наступному поєдинку 6 березня 2015 року завоював вакантний титул WBO Inter-Continental у першій напівсередній вазі, який захистив упродовж 2015—2018 років дев'ять разів.
21 жовтня 2017 року завоював титул чемпіона Великої Британії за версією (BBBofC).
26 лютого 2022 року як обов'язковий претендент за версією WBO вийшов на бій проти абсолютного чемпіона світу в першій напівсередній Джоша Тейлора й зазнав поразки розділеним рішенням суддів.
Впродовж 2023—2024 років здобув перемоги над Даррагом Фолі (Ірландія), Хорхе Лінаресом (Венесуела), Джошом Тейлором та Реджисом Прогрейсом (США).
15 лютого 2025 року в бою за вакантний титул «тимчасового» чемпіона WBO в першій напівсередній вазі зустрівся з Арнольдом Барбозою (США) і зазнав поразки.